# Райло Захарій
Захарій Райло (11 березня 1908, с. Мамаївці — 1987) — український живописець у Румунії.

## Життєпис
Народився 11 березня 1908 року в селі Мамаївці, тепер Кіцманського району Чернівецької області. Здобув фах майстра виготовлення меблів у м. Чернівці. Навчався у художньому інституті у м. Клуж, Румунія. У 1947—1950 рр. викладав образотворче мистецтво у ліцеї цього міста, відтак займався картографічною діяльністю. Його роботи «Карпати», «Над Прутом», «Сільський пейзаж», «На полонині» та інші експонувалися на художніх виставках у Чехії, Канаді, Швеції. У Румунії випущено альбом найкращих творів художника.
У збірочці Р. Дуба, О. Кобилянського «Двадцять митців в долі одного села» (Чернівці: Прут, 2003. — С. 24-26) вміщено есе про нього «Туга за рідним краєм».